# Цветана Гълъбова
Цветана Гълъбова е българска актриса и телевизионна говорителка.

## Биография
Завършва ВИТИЗ „Кръстьо Сарафов“ със специалност актьорско майсторство през 1955 г.
В периода 1960 – 1961 г. става първата говорителка на БНТ. Започва да работи в Драматичен театър „Адриана Будевска“ в Бургас, а от 1961 г. в Държавен сатиричен театър.
Най-запомнящите се театрални роли са Госпожа Големанова от „Големанов“ на Ст. Л. Костов, Зафирка в „Кандидати на славата“ на Вазов, Госпожа Пернел от „Тартюф“ на Молиер, Глумова от „И най-мъдрият си е малко прост“ на Островски и др. Омъжва се за режисьора Методи Андонов и имат две деца – Милена и Невена.
Цветана Гълъбова умира на 86 години на 9 февруари 2019 г. в София.

## Телевизионен театър
- „Годеж“ (1973) (Алеко Константинов)
- „Опечалена фамилия“ (1971) (Бранислав Нушич)

## Филмография
- Вътрешен глас (2008) – майката на Григор
- Приятелите на Емилия (1996) България, Франция, Швейцария
- Любовниците (1991 – 1992), 8 серии – Панка,помощничката на Сашо (в 4-та серия" „Мама Кети“, 1992)
- Осем процента любов (1990)
- Юлия Вревска (1978)
- Дядото на Салваторе (1972)
- Отклонение (1967) – Лили от музея, колежка на Неда